# Blanche Grant
Blanche Chloe Grant, née en 1874 à Leavenworth (Kansas, États-Unis) et morte en 1948, est une artiste américaine, illustratrice de magazines et auteure. Elle est aussi connue en tant que muraliste et peintre d'Indiens d'Amérique.

## Biographie
Née à Leavenworth, au Kansas, elle étudie au Vassar College, à l'école du musée des beaux-arts de Boston, à la Pennsylvania Academy of Fine Arts et à la Art Student's League. En 1914, elle est reconnue comme illustratrice de magazines et peintre de paysages,. Elle fut proche de la communauté artistique, la Brandywine School (en).
Blanche Grant est devenue professeure associée à l'École des beaux-arts de l'Université du Nebraska en 1916.
Après avoir passé des vacances à Taos au Nouveau-Mexique en 1920, elle décide de s’y installer de manière permanente. Blanche Grant a écrit plusieurs livres sur cette région et édité le Taos Valley News. Ses peintures sont conservées au Harwood Museum of Art de Taos et au New Mexico Museum of Art de Santa Fe ,.

## Œuvres murales
Blanche Grant a réalisé des peintures murales pour la bibliothèque de l'Université technique du Nouveau-Mexique (« Mine ») à Socorro et, pour l'église presbytérienne de Taos en 1921. Ces deux œuvres n'existent plus de nos jours. Blanche Grant est enterrée dans cette église.